# Dragan Stančić
Dragan Stančić (né le 12 février 1982) est un footballeur serbe, évoluant au poste de milieu de terrain. 